# Aegla laevis talcahuano
Aegla laevis talcahuano es una de las subespecies en que se divide la especie de decápodo aéglido Aegla laevis, denominada comúnmente cangrejo pancora, cangrejo de agua dulce, llashka, o piñacha. Este crustáceo habita en aguas dulces del sudoeste de América del Sur. Los machos de este cangrejo miden 23 mm de promedio.

## Distribución y hábitat
Esta subespecie se distribuye de manera endémica en el centro-sur de Chile. Es característica del valle central del centro de Chile, desde San Fernando y la provincia de Colchagua (Región del Libertador General Bernardo O'Higgins) hacia el sur hasta Chillán y Concepción (Región del Biobío). 
Fue descrita con ejemplares de Talcahuano, pero se ha extinguido allí en razón de la profunda alteración antrópica de su hábitat. Este cangrejo habita en el fondo de arroyos, ríos y esteros de agua dulce.
La otra subespecie (Aegla laevis laevis) Latreille, 1818 posee una distribución más amplia.

## Taxonomía
Aegla laevis talcahuano fue descrita originalmente en el año 1942 por el biólogo carcinólogo estadounidense Waldo LaSalle Schmitt.
Localidad y ejemplares tipo
El holotipo es un macho etiquetado como el MCZ 12312 (del lote MCZ 10480), colectado por la expedición Hassler en Talcahuano, provincia de Concepción, Chile. Los paratipos son dos machos MCZ 10483, sin datos de colecta. Se conservan en el Museo de Anatomía Comparada de la Universidad de Harvard, en Cambridge, Massachusetts, Estados Unidos.
Etimología
Etimológicamente, el término específico talcahuano refiere a la localidad homónima chilena donde el ejemplar tipo fue colectado.